# Período Yamato
O Período Yamato (japonês: 大和時代-Yamato-jidai) na historiografia japonesa compreende o intervalo de tempo marcado pelo primeiro governo centralizado do Japão realizado pela Corte de Yamato. Esse período histórico se inicia a partir do final do Período Yayoi em meados do século III e se encerra no ano de 710 com a realocação da capital nipônica para Kyoto.
Esse período é reconhecido como o responsável pela unificação de grande parte do arquipélago japonês dominado principalmente pela corte estabelecida na região de Nara. Há inúmeras evidências do contato da população desta região com nações vindas do continente como os Chineses e os Coreanos. Consequente a isto o período Yamato também é reconhecido como o período de introdução da religião budista no Japão.
Atualmente as considerações históricas quanto ao período Yamato estão entrando em conflito. Novas pesquisas já trabalham em um processo de revisão quanto a definição da titulação do período. Junto desse processo é possível ver uma nova denominação do período Yamato, agora reformulado quanto a outros dois períodos, sendo respectivamente o período Kofun (250 a 538) e o período Asuka (538 a 710).

## Período Kofun

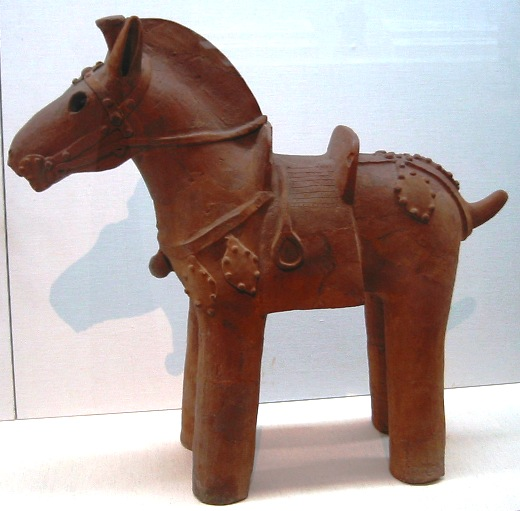
Estatueta haniwa do século VI.

### Mitos, Origens e Fontes
O processo de fundação do reino de Yamato ainda é complexo de ser definido. As principais fontes para investigação desse passado histórico estão nos achados arqueológicos e nas poucas produções de relatos e em crônicas semi-míticas como o Kojiki (Registros de assuntos antigos) e o Nihon Shoki (Crônicas do Japão), quanto aos dois últimos, os registros mais antigos da história japonesa, textos que narram as origens dos homens e dos deuses do Japão. A falta de fontes viáveis leva os pesquisadores do assunto a entrar em dissonância quanto a certos aspectos da história do período.

### Estabelecimento dos Yamato
O Kojiki relata um processo de migrações para regiões propícias a agricultura saindo da região de Kyushu, além da existência de um reino grande e influente acima – o reino de Yamato. Outros documentos como o Gishi Wajiden (livro que narra a história de Gi uma das dinastias chinesas) e o Wei Zhi colaboram a uma linha de estudo que acredita que a definição das nações do continente para o Wa (nome do Japão para os chineses) referenciava ao reino de Yamato.
O reino de Yamato nasce dentro da região de Nara na ilha principal Honshu, conquista soberania sobre a maior planície fértil do Japão, e se torna o maior e mais poderoso do arquipelágo. No século II, o Japão se desenvolvia como um conjunto de pequenas comunidades desarticuladas, o território estava mergulhado em grandes conflitos internos devido a essa problemática. No século III, porém, uma mulher é escolhida para reinar sobre cerca de 30 “pequenas nações”, essa vitória simboliza o nascimento do reino de Yamato inicialmente governado pela lendária rainha e xamã Himiko a “filha do sol”, o qual sugere ancestralidade direta com a deusa do sol Amaterasu. O Japão nasce com a legitimação do poder, temporal e religioso, do reino que domina as terras férteis. Com isso, fica mais fácil justificar ideologicamente sua hegemonia e conquistar o respeito dos demais clãs e reinos.
As evidências históricas tendem a datar a consolidação do poder do reino de Yamato e a existência de um chefe supremo para o século III ou IV, embora o Kojiki aponte o ano de 660 como o início do reinado do que seria o primeiro imperador humano descendente de Amaterasu e o primeiro da linhagem da casa imperial, chamado Jimmu. Se existiu mesmo um imperador com esse nome, os historiadores ainda não conseguiram descobrir. Sabem, porém, que a classe dirigente japonesa nessa época era composta por grandes proprietários territoriais que dominavam os clãs e que gravitavam em torno de um imperador. 

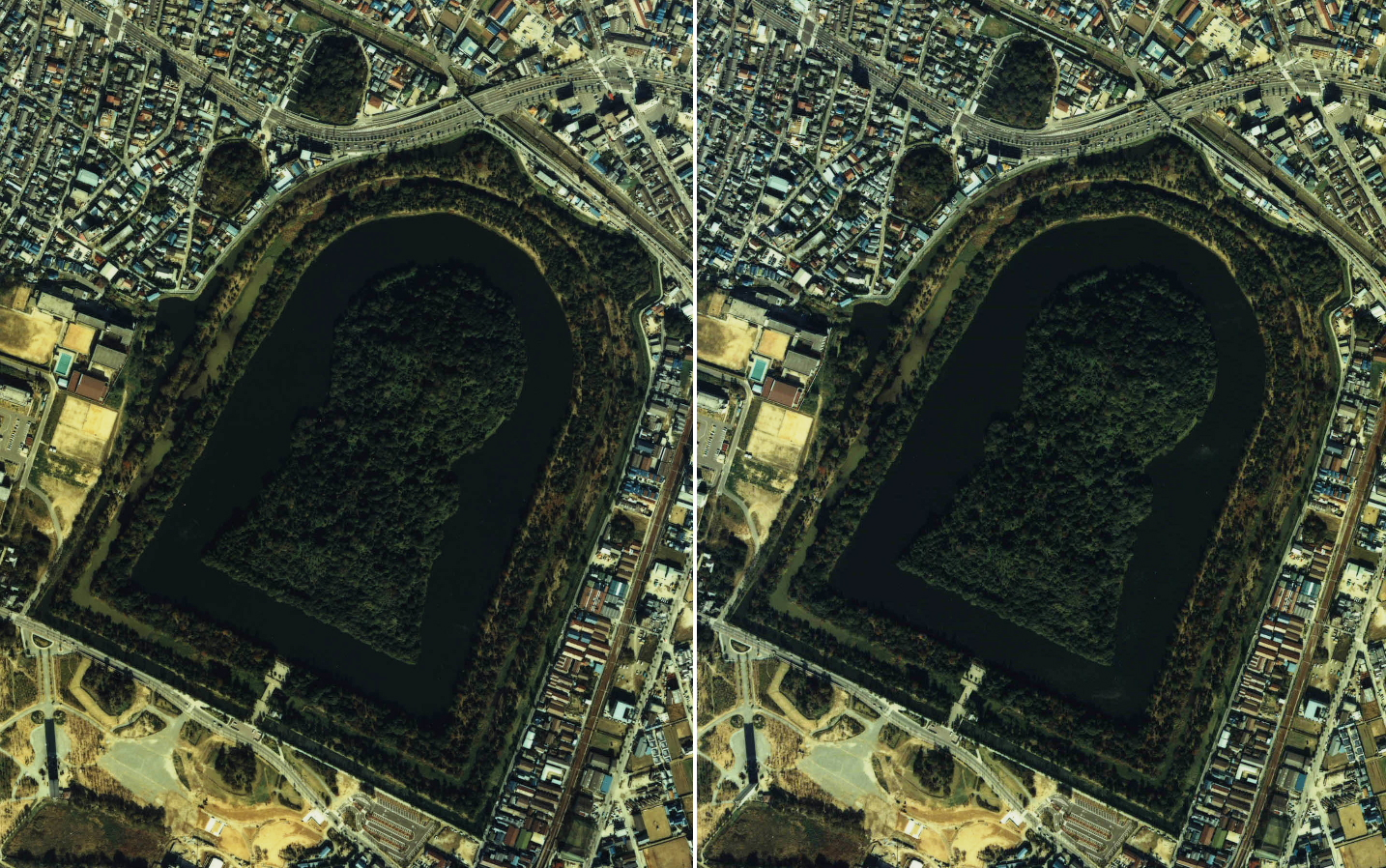
O Daisenryō-Kofun, tumba dedicada ao Imperador Nintoku (XVI imperador do Japão), é o túmulo maior do Japão; foi feito no século V e encontra-se na cidade de Sakai, prefeitura de Osaka.

Os soberanos do período eram, muito provavelmente, chamados pelo título de ōkimi (“Grandes Reis”), como nos permitem entrever as antigas inscrições em espadas do século V. A ascensão deste reino é paralela ao desenvolvimento do cultivo de arroz e sua expansão pelo território japonês. As largas construções funerárias nas quais os ōkimi eram enterrados continuam sendo os principais testemunhos do surgimento de um governo centralizado nesta época. 
Kofun
O contato japonês com a península coreana foi responsável por introduzir no país uma série de práticas inovadoras como alguns rituais sagrados, certas formas de artesanato e antigas formas de práticas funerárias. O vestígio arqueológico mais marcante desse período são os túmulos semelhantes aos da Coréia e do nordeste da Ásia. Esses túmulos, os kofun, guardam os restos mortais de imperadores e aristocratas. São de grandes dimensões e ornamentados, como o do príncipe Nintoku, na região de Nara, que alcança 500 m de largura e 35 m de altura. Os kofun testemunham a riqueza e o poder dos dirigentes de Yamato assim como funcionam de elementos simbólicos de transmissão de poder e de coesão para uma linhagem de governantes.
Os kofun simbolizam a mudança de período na história japonesa, saindo do período Yayoi e dos antigos métodos de sepultamento - os funkyubo. Esses diferentes túmulos indicam principalmente uma mudança cultural derivada do contato da população nipônica com os povos do continente. Esses túmulos podiam ter de 40 a 80 metros de largura, tinham formato de fechaduras e normalmente eram cercados por estatuetas de argila chamados de “haniwa”- pequenos objetos confeccionados em barro representando homens com armaduras e espadas, casas, animais, especialmente os cavalos.
Em todo o Japão há um total de 161 560 kofun, sendo a província de Hyogo com maior número – 16 577 túmulos.

### ÁreaShiki

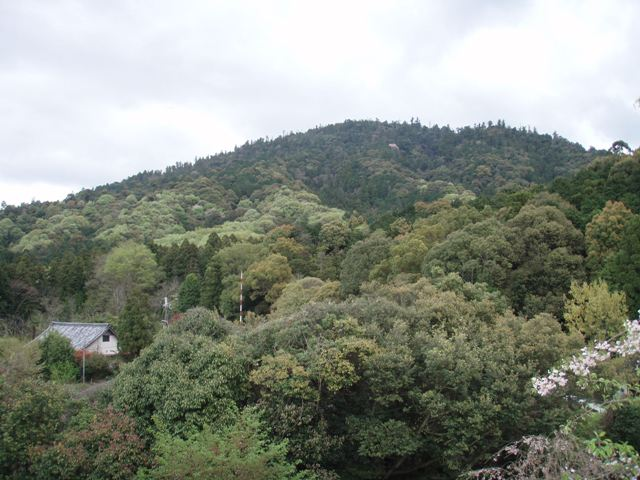
Monte Miwa

Durante o primeiro século do período Yamato, a corte provavelmente se encontrava instalada na região de Shiki, no pé do Monte Miwa, uma vez que nessa região foi encontrada uma grande concentração de construções funerárias. A dimensão dessas construções não deixa dúvidas de que se tratavam de construções efetuadas sob um governo forte e centralizado. Esse desenvolvimento é relacionado por muitos autores à ampliação da produção rural por meio de novas tecnologias (introdução do metal, técnicas de irrigação, etc.). Os primeiros reis Yamato eram profundamente relacionados aos deuses (kami), e detinham funções tanto seculares como religiosas (no antigo Japão, a palavra governo – matsurigoto – era relacionada ao culto religioso). Com efeito, como afirma o nihon shoki, acreditava-se que a dinastia real era descendente direta da divindade do Sol (Amaterasu Omikami). O Mt. Miwa, próximo da região Shiki, foi  uma região de veneração sagrada que estava vinculada ao governo dos primeiros Yamato. O Nihon Shoki fala de um rei desse período, Sujin, que teria dado importância para os rituais sagrados e os kami. O rei Sujin também teria sido responsável por salvar o reino Yamato de inúmeras calamidades ao apelar aos deuses locais (do Mt. Miwa), de acordo com os relatos míticos do Nihon Shoki. Todas essas observações apontam para o papel fundamental da religião na legitimação dos primeiros reis yamatai.

### ÁreaSaki

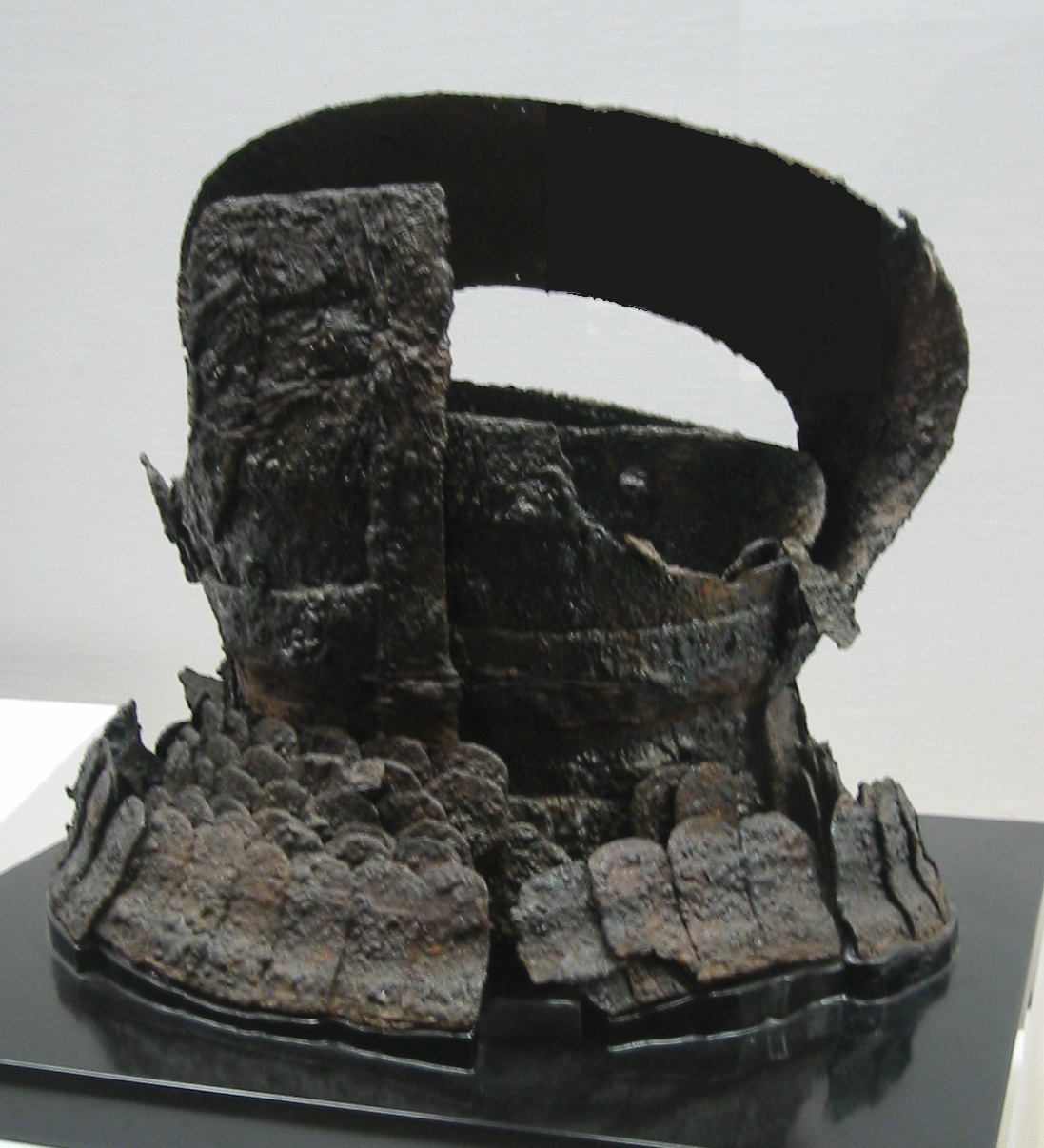
Armadura militar encontrada em um kofun

A partir de meados do século IV, os ōkimi yamato passaram a ser enterrados na região de Saki, a noroeste da atual cidade de Nara. Nessa época, os yamato principiavam um movimento de expansão militar e reafirmação religiosa. O santuário de Isonokami  substituiu o Mt. Miwa como centro religioso do reino, e as práticas religiosas e militares se tornam cada vez mais dependentes. O uso de armas de metal e sua presença como oferenda aos deuses nos santuários Saki, além de mitos do Nihon Shoki (como um referente aos filhos da rainha Suinin) indicam essa relação cada vez mais profunda estabelecida entre essas duas esferas.

### Kanji
A Escrita chinesa foi introduzida no Japão durante o século IV Ainda hoje a escrita japonesa combina a escrita chinesa (Kanji) com os seus dois outros alfabetos silábicos, o hiragana e katakana.

## Hegemonia dos Yamato
Os primeiros séculos da história japonesa são marcados pelo processo de criação de um estado. O reino de Yamato era a região japonesa com contatos mais intensos com as culturas do continente asiático e por isso foi se desenvolvendo, alargando o seu domínio territorial e impondo-se sobre diversas áreas do arquipélago.
É a partir das tentativas de hegemonia política com uma centralização do poder por parte do reino de Yamato que podemos considerar o nascimento do Japão, ou melhor, é nesse momento que reino de Yamato e Japão (o país) passam a se confundir.
Durante o século V o reino Yamato alcança seu maior poderio e atinge seu desenvolvimento máximo. Nessa época foram construídos os principais Kofun, além de sistemas complexos de irrigação e o estabelecimento de formas complexas de controle político. A importação da cultura asiática, entre outras coisas, colabora com o grande desenvolvimento do reino Yamato no século v na agricultura, artes e metalurgia.
O intercâmbio de Yamato com os reinos da Coréia e com a China se estreita. Os japoneses iniciam trocas com os vizinhos do continente, sobretudo com os coreanos. Incorporam as técnicas de tecelagem do brocado, da cerâmica e, através dos coreanos, começam a assimilar a escrita chinesa. Alguns nobres coreanos que haviam perdido espaço com as lutas internas em seu território foram recebidos na corte de Yamato, passando a fazer parte significativa das famílias da nobreza desse.

### A área Kawachi-Izumi

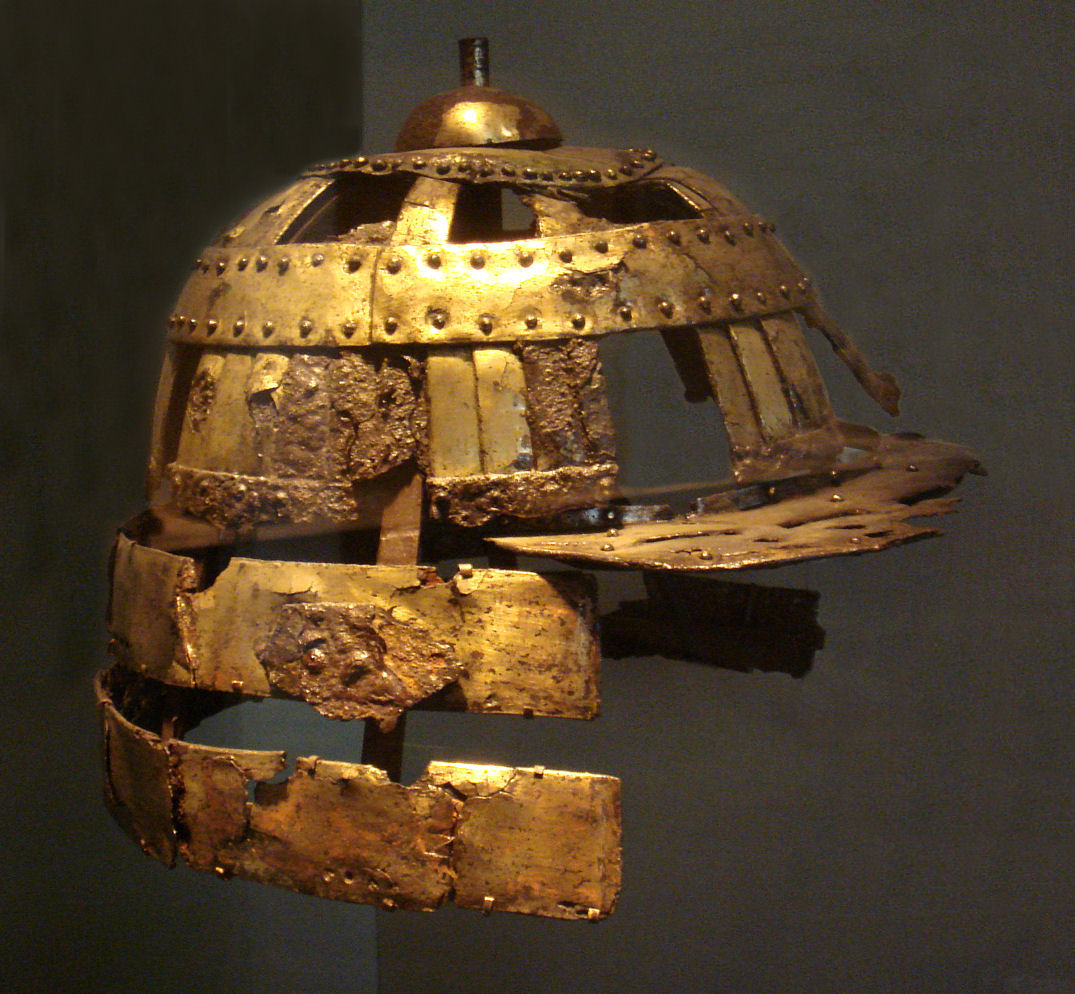
Elmo encontrado em Kofun

A partir do começo do século V os grandes túmulos reais passam a ser construídos nas regiões do sul de Kawachi e do norte de Izumi. Os maiores túmulos atingiram entre 365 (tumba de Richu) e 486 metros de largura (tumba de Nintoku). O deslocamento do centro político do reino é relacionado pela maior parte dos historiadores à influência exercida sobre a corte por clãs senhoriais do Japão antigo, atuando como ministros do governo ou se unindo à dinastia reinante por meio de uniões matrimoniais.
Nessa época aumenta também o número de haniwa (estatuetas de argila) em torno túmulos e de bens enterrados junto dos reis. Entre esses bens se encontravam armas, jóias e espelhos, o que indica um maior grau de riqueza no século V. Os itens cerimoniais se tornaram mais raros, o que indica uma supremacia da esfera militar sobre a religiosa. O Nihon Shoki apresenta duas figuras importantes da monarquia Yamato nesta época, os ōkimi Ojin e Nintoku, que são essencialmente relacionados às guerras no exterior e às conquistas territoriais. Pouco se fala das divindades, e um destaque especial é dado às campanhas na Coreia.
Alguns autores acreditam que a ascensão de Ojin ao trono foi um momento de quebra na sucessão dinástica dos Yamato. Essas afirmações são baseadas em interpretações do Nihon Shoki e no estudo dos nomes dos reis.

### Estrutura do Governo
Durante o período Kofun, uma sociedade altamente aristocrática com governantes militaristas se desenvolveu.
Entre os séculos V e VI, surge um sistema de governo, conhecido como Shisei Seido,''Sistema Shisei", no qual as famílias mais poderosas ocupavam altos cargos no governo central, exercendo o poder ao lado do Imperador. A política Yamato, que surge no final do século V, distinguia-se dos poderosos clãs (豪族 Gōzoku). O governo dos Yamato se baseava em duas unidades comunitárias: os Uji e os Be. Os primeiros eram clãs senhoriais ligados aos Yamato por questões de sangue, religiosas ou políticas, e que governavam províncias em nome da dinastia reinante. Um título real (kabane) era atribuído às famílias Uji mais importantes (normalmente em razão de questões estratégicas) para destacá-las em relação às outras, esse título era passado de geração para geração e usado no lugar do nome da família. Cada clã era liderado por um patriarca ( 氏上 'Uji-no-kami'?) que realizava rituais sagrados para os deuses a fim de garantir o bem-estar a longo prazo do clã. Os membros do clã formavam a aristocracia, enquanto a linhagem real que era controlada pela Corte Yamato estava em seu topo. Esse título era passado de geração para geração e usado no lugar do nome da família. 
Os Be eram comunidades de trabalhadores especializados geridas pelo governo Yamato como mão-de-obra para realizar tarefas importantes para a sobrevivência da monarquia, como a fundição de metais e desenvolvimento de armas, construção de túmulos, colonização e proteção do palácio. carroceiros, pescadores, administradores da caça e coletas nas montanhas, que muitas vezes rivalizam com os próprios chefes dos clãs, pois a sua atividade é hereditária. Alguns chefes de corporações ligadas às atividades militares foram levados para junto do imperador, tornando-se nobres.
Dono de considerável burocracia, o governo de Yamato nomeia interventores nas províncias mais afastadas e dispõe de ministros (Oomuraji) e subalternos (Tomayakko) para a administração pública e a tributação regular. A arbitragem das tensões porventura existentes no seio dos diferentes clãs, portanto, centralizou-se sob um sistema profundamente hierárquico que subsistiu até o século VII.

## Decadência Yamato
O século VI é considerado por muitos historiadores como o período de início da decadência da Era Yamato, fortemente lembrado pela rebelião de Iwai (527) e pela perda do território de Mimana para o reino coreano de Silla (531).
Enquanto Ojin, Nintoku e Yuryaku, os ditos reis predecessores, haviam tido grande contato com assuntos coreanos, o rei Buretsu que assumiu o trono, achou mais prudente se afastar dos assuntos exteriores. Além disso, Keitai, que tomou posse em 507, foi derrotado e morto pelo reino coreano de Silla, que nessa ocasião viu oportunidade de conquistar Mimana.

### A Questão Coreana
Quando os japoneses interferiam nas questões políticas da Coreia, o território da península coreana vivia sob o comando de três grandes reinos, o reino Koguryo, Silla e Paekche. O governo Yamato passou a pesar nas relações internacionais do extremo oriente depois que formou alianças com o reino de Paekche contra Koguryo e Silla. O governante de Yuryaku também tentou consolidar alianças políticas com os chineses, porém, esses preferiram não intervir em assuntos exteriores.
No ano de 475, Koguryo invadiu o reino de Paekche e em 479 matou seu rei. Logo no mesmo ano, Yuryaku ficou doente e também morreu, sem poder executar sua vingança contra Koguryo. Os reis posteriores foram constantemente derrotados pela Coreia e perderam muitos territórios para o reino de Silla.

### Rebelião emKyushu
Na época das campanhas japonesas no território coreano, Kyushu, um líder de um clã ao norte e governador de Tsukushi, se recusou a juntar tropas para o rei. Nihon Shoki defende que esse governador na verdade era um traidor e também aliado de Silla, de maneira que o governo Yamato foi obrigado a enviar tropas para o combate no Sul. Iwan foi morto e derrotado pelas forças do Mikado e após a rebelião, o governo reforçou seu controle sobre todas províncias.

### A Área deYagi
Durante o século VI  a corte deslocou-se novamente para a região próxima do Mt. Miwa, para perto da cidade de Yagi. Essa era uma região de influência dos clãs Soga e, ao que tudo indica, a corte estava se tornando cada vez mais dependente deste clã. A nova situação em que vivia a monarquia Yamato era de perda gradual de autoridade diante dos poderosos clãs em ascensão.

### Xintoísmono Japão Antigo

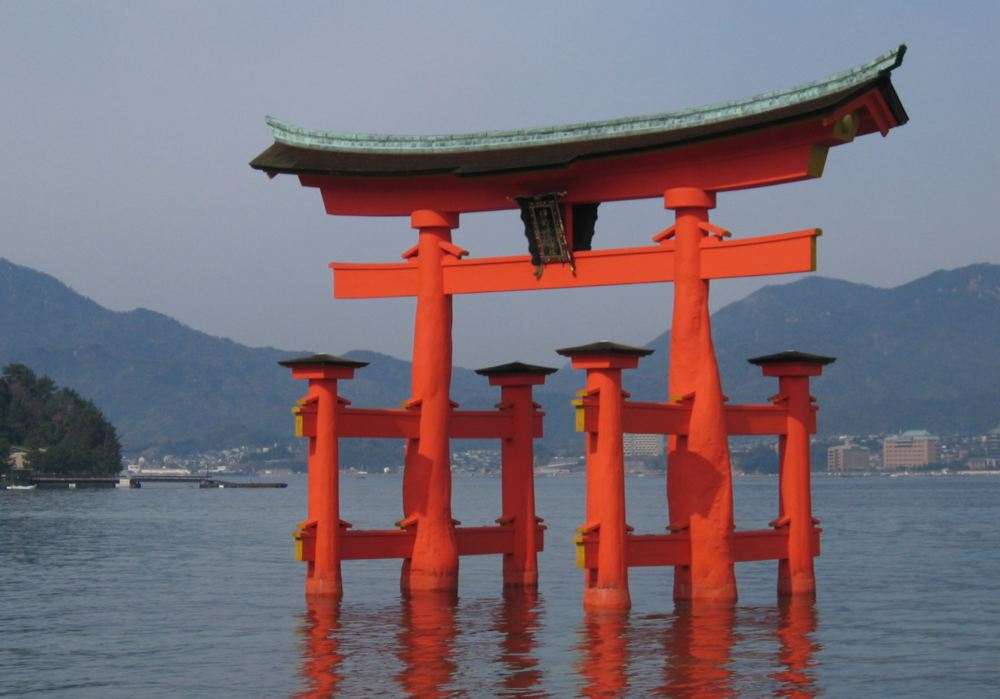
Torii na ilha de Miyajima em Itsukushima, Hiroshima

O xintoísmo (kami no michi, ou os caminhos dos Deuses) é uma religião animista instituída no Japão antigo baseada no culto à natureza e cujo panteão abriga uma diversidade enorme de deuses (kami). Não possuí fundador nem escrituras. Ela foi influenciada sobretudo pela visão de mundo dos povos agricultores e, durante o período Yamato, se desenvolveu intensamente.  Os reis eram considerados descendentes diretos dos deuses xintoístas e intercediam em favor das populações agricultoras para manter a “ordem cósmica” e as boas colheitas. O papel da religião tradicional para a instituição da monarquia é essencial, explicando porque os reis eram tidos em tão alta conta pelas populações do Japão Antigo. O Xintoísmo enfatizava as práticas de purificação e limpeza. As construções xintoístas, como os torii, se difundiram pelo Japão Yamato e eram tidas como lugares de proteção sobrenatural. Os próprios túmulos antigos (kofun) tinham uma ligação profunda com as crenças místicas do xintoísmo.

### A introdução doBudismo(538)
A alta complexidade do Estado de Yamato chegou mesmo a permitir o empreendimento exitoso de expedições militares à Coréia meridional no ano de 321. Vitoriosa a campanha, aos despojos da conquista soma-se um importante ingrediente que operaria intensa modificação cultural na sociedade japonesa: a introdução do budismo. Trazidos por imigrantes coreanos, os ensinamentos de Buda chegam no ano de 538 e rapidamente permeiam o Japão, alterando, além da visão religiosa de grande parte da população, as relações de poder, visto que a influência dos bonzos (sacerdotes budistas) expande seus tentáculos ao Palácio Imperial.
De acordo com o Nihon Shoki, um rei coreano teria enviado uma missão diplomática em 552 d.C. com imagens douradas Buda, defendendo sua doutrina como uma das mais “maravilhosas” que ele já havia conhecido, incitando os reis Yamato a adotarem o budismo. 
O budismo levado aos japoneses é o de tipo chinês, já diferente do indiano. Essa crença os conduziu por um caminho até então desconhecido que é o do contato direto e estreito com a cultura chinesa. Sua introdução no território, serviu como justificativa para disputas políticas de grupos poderosos com interesses conflitantes.
De fato, clãs rivais se manifestaram a favor ou contra não exatamente no que se refere ao budismo em si, mas como forma de medir suas forças e prestígio. Para tentar evitar conflitos, decidiu-se que os membros ligados à família Soga, simpatizantes do budismo, experimentariam a sua prática, enquanto as outras famílias continuariam cultuando os deuses ancestrais e as divindades locais, como mandava a tradição. Entretanto, quando uma peste assolou o país, os antibudistas a atribuem à vingança dos deuses nacionais e acirram sua oposição. A paz não é mais possível.
Enfrentam-se anti-budistas e pró-budistas, estes liderados pela poderosa família Soga. A contenda desemboca em guerra com a derrota dos oposicionistas ao budismo numa derradeira batalha em 587. O budismo é, então, declarado religião de Estado e adotado oficialmente no Japão. Apesar da vitória, o budismo ficou restrito à aristocracia por muito tempo, enquanto os outros estratos da sociedade continuavam a venerar os seus deuses como antigamente. Como passar do tempo, entretanto, o budismo começou a se impor.

## Período Asuka

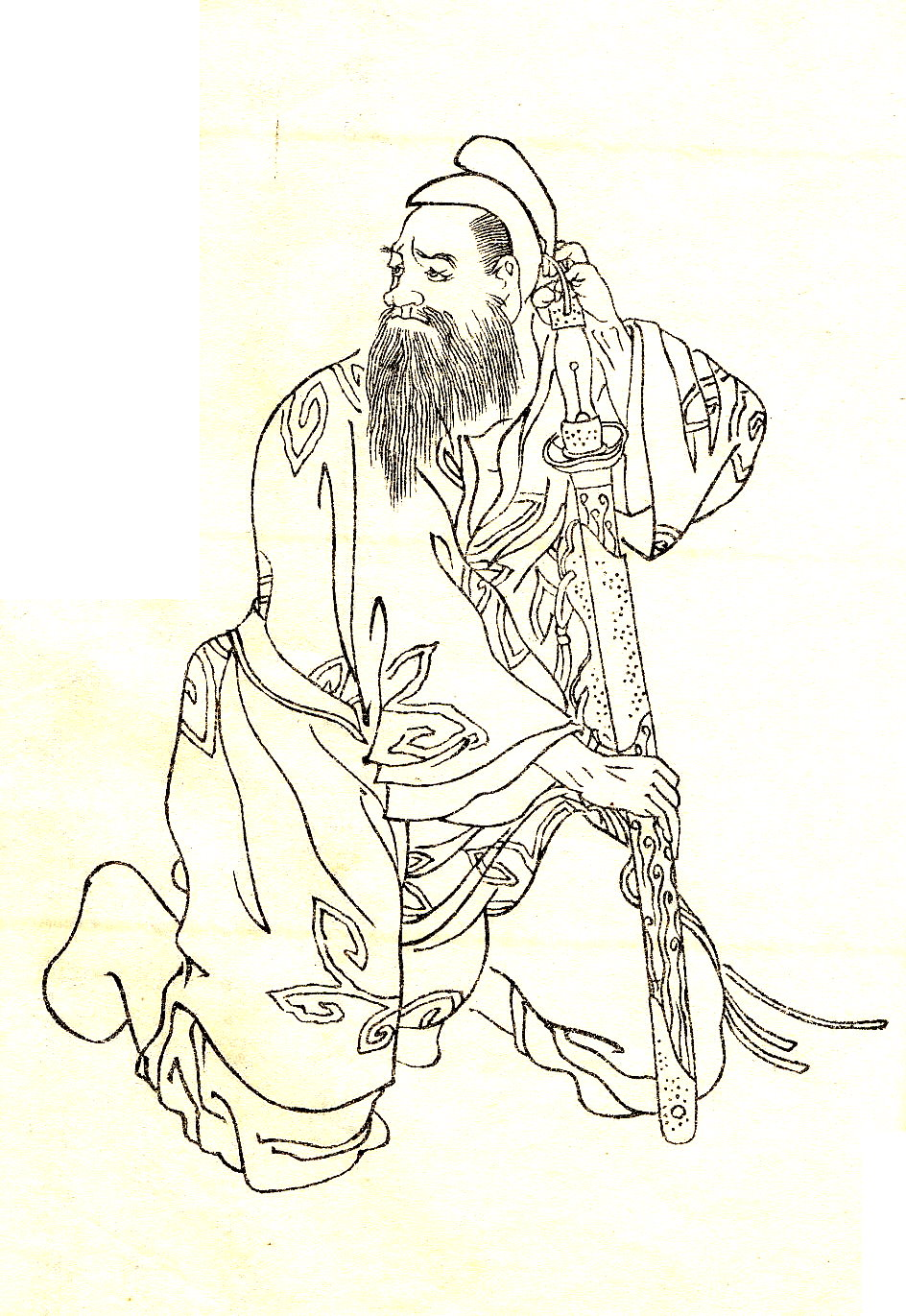
Mononobe no Arakabi

O período em questão se dá durantes os Séculos VI e VIII d.C. É caracterizado por inúmeras mudanças sociais e políticas, mas especialmente pelo início da centralização política no estado japonês. Recebe esse nome devido à região de Asuka, localizada próxima à atual Nara.
Como mencionado anteriormente, na época em questão o Japão era governado por clãs e acima de todos eles estava à autoridade da Corte Yamato. Durante o início do período Asuka, o clã Soga conseguiu se aproximar da corte, por meio de casamentos.
Dentre esses casamentos, podemos dar um destaque especial para a figura do Príncipe Shotoku. O príncipe foi um grande intelectual do período, conhecido por ser um budista devoto e por seguir os ensinamentos Confucianos.
Shotoku foi responsável pela expansão da religião budista sobre o Japão, construindo inúmeros templos budistas e reordenou o sistema de governo japonês, incentivando a ordem, harmonia e lealdade. Pensamentos vigentes na filosofia confuciana. Todas essas medidas adotadas pelo príncipe, acabaram por garantir ao Japão uma maior autonomia imperial.
Aproximadamente no ano de 645 d.C. a influência do clã Soga foi diminuindo, deixando o caminho aberto para a ascensão do clã Fujiwara. Entre os principais membros, podemos destacar a figura de Kamatari Fujiwara, responsável por implantar as Reformas Taika.
As principais mudanças implantadas pelas reformas, foram as redistribuições de lotes de terra; revisão das hierarquias e cargos governamentais, na tentativa de parar a corrupção dentro do estado japonês. Consequente a esses dois aspectos citados anteriormente, o estado japonês adquire uma maior unidade, mesmo ainda acontecendo o privilégio de algumas famílias sobre as outras, e o Japão deixa de ter uma capital ambulante, típica de uma vida nômade, mas passa a ser estabelecido em cidades como Osaka.

### A Constituição dos Dezessete Artigos
Em 604 d.C. o príncipe Shōtoku promulgou a chamada “Constituição dos Dezessete Artigos”, composta por uma série de preceitos morais influenciados pelas ideias confucianas e budistas.
- I. No primeiro artigo, o príncipe defende a “harmonia” e criticava o que chamava de “oposição pela oposição”. Nesse sentido, criticava as divisões dentro do reino e privilegiava a centralização. Provavelmente pensava nas guerras civis ao escrever este artigo.
- II. No segundo artigo, o príncipe afirma o valor dos “três tesouros”, Buda, a Doutrina e a Ordem monástica.
- III. No terceiro artigo, o príncipe diz que as ordens imperiais devem ser obedecidas com reverência. Defende a submissão do inferior ao superior, que deveria escutar o que lhe era ordenado e cumprir com diligência.
- IV. O Príncipe pede que os Ministros ajam com “decoro” (respeito) em relação aos outros.
- V. O Príncipe critica o apego às coisas materiais.
- VI. O sexto artigo fala em “punir o que é ruim e recompensar o que é bom”, uma ideia muito semelhante à dos legalistas chineses.
- VII. No sétimo artigo, Shotoku encoraja a contratação de homens sábios para o governo.
- VIII. “Os negócios de Estado não devem ser exercidos com facilidade”. O Príncipe apresenta uma imagem rigorosa do serviço dos burocratas.
- IX. O príncipe defende o que chama de “Boa-fé” e seu papel crucial nas relações sociais.
- X. No artigo dez pede-se que os homens eliminem o ódio de seus corações.
- XI. O décimo primeiro artigo é claramente meritocrático, defendendo a existência de um corpo burocrático baseado no mérito.
- XII. “Um país não pode ter dois soberanos”. O Príncipe proíbe os nobres de submeterem o povo a sua autoridade, pois apenas a autoridade da monarquia é legítima.
- XIII. De acordo com este artigo, todos os funcionários do governo deveriam atender igualmente a suas funções.
- XIV. O príncipe pede que os ministros não invejem uns aos outros.
- XV. O príncipe defende o “bem público” e critica a influência dos interesses privados na condução do governo.
- XVI. O príncipe regula o recrutamento de trabalho forçado sobre a população, estabelecendo períodos adequados para esta prática.
- XVII. O décimo sétimo artigo defende a tomada de decisões em conjunto, e não apenas por uma pessoa, na figura do rei. Desta forma, o príncipe amplia a esfera de tomada de decisões do governo.

### Fim da InterferênciaSoga
Os adversários dos Soga conseguiram derrubar o governo deste clã no ano de 645 por meio de um golpe de Estado (aproximadamente 20 anos após a morte do príncipe Shotoku). O clã dos Nakatomi conseguiu derrotar o grande chefe Soga e impor o governo do chefe Kamatari e do príncipe Naka-no-Ôe. O governo dos Nakatomi colocou em prática uma série de reformas administrativas que reergueram o reino em um curto período de tempo.

## AsReformas Taika
Grande Mudança, em japônes, Taika, foi um período do século VII em que reformas administrativas visando a centralização do governo japonês em decorrência dos episódios já presenciados foram implantadas. Em 646, Naka-no-OE e Nakatomi Kamatari promoveram uma reforma baseada em quatro artigos.
Primeiro todos os povos sob domínio dos antigos Ujis deveriam ser colocados sob controle direto da família imperial, por segundo, uma cidade deveria ser criada como capital do Império. Depois disso, deveriam ser criadas leis sobre a terra e sobre o controle das populações e por último, um novo sistema de taxação era colocado em prática.
Em 701 d.C. o governo reformista promulgou um código penal chamado de Taihô. Todas essas novas leis permitiram que o governo obtivesse um maior controle de seus domínios, tornam-se cada vez mais burocrático e centralizado. Em 710 é fundada a capital de Nara como centro da monarquia.